# برج ریونیون

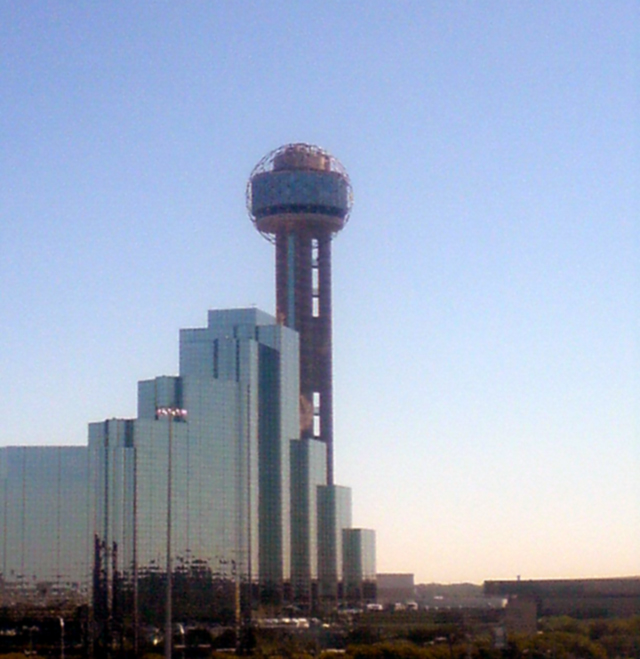

برج ریونیون (به انگلیسی: Reunion Tower) نام یک برج دیدبانی در دالاس در تگزاس است.
این برج در ۱۹۷۸ ساخته گردید، و ۱۷۱ متر ارتفاع دارد، و در بالای آن یک رستوران قرار دارد.
معماران این برج پست‌مدرنیستی، شرکت الربی بکت هستند.
این برج در فیلم علمی-تخیلی The Lathe of Heaven در سال ۱۹۸۰ بعنوان یک نماد آینده نمایش داده شد.

## نگارخانه

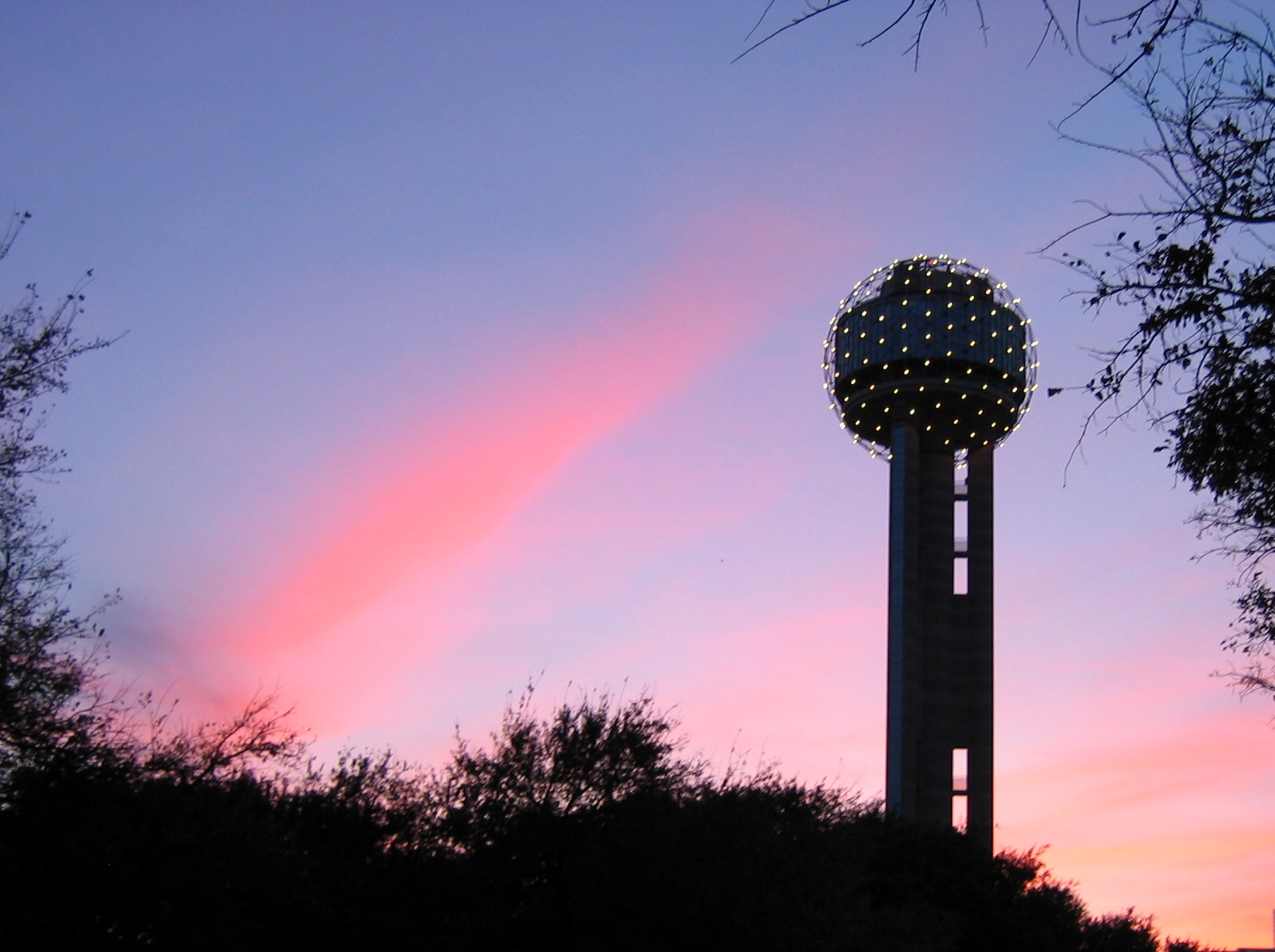
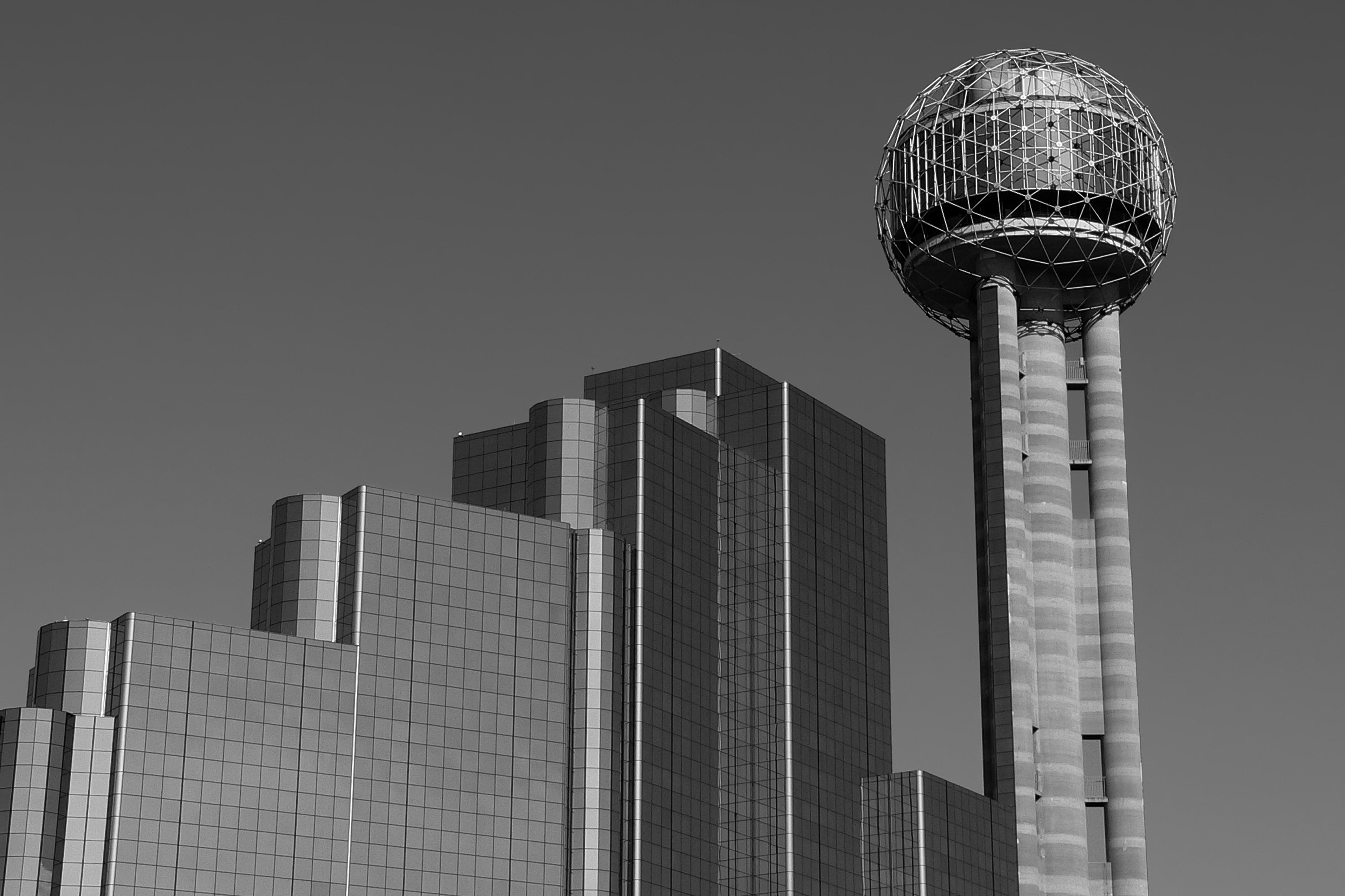
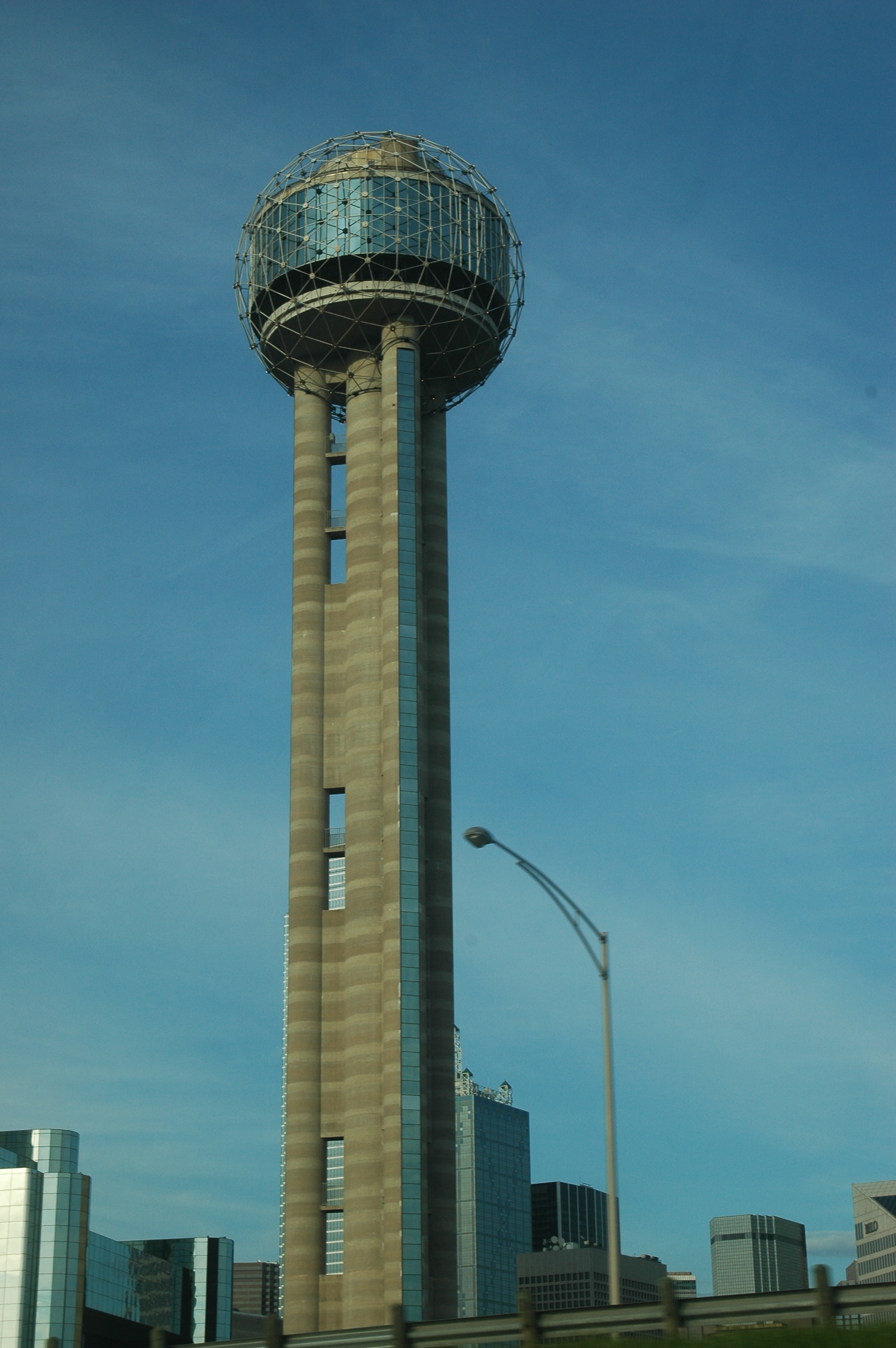
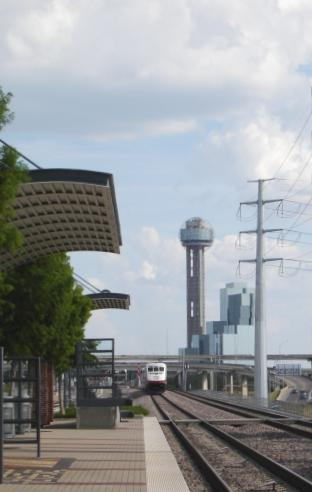
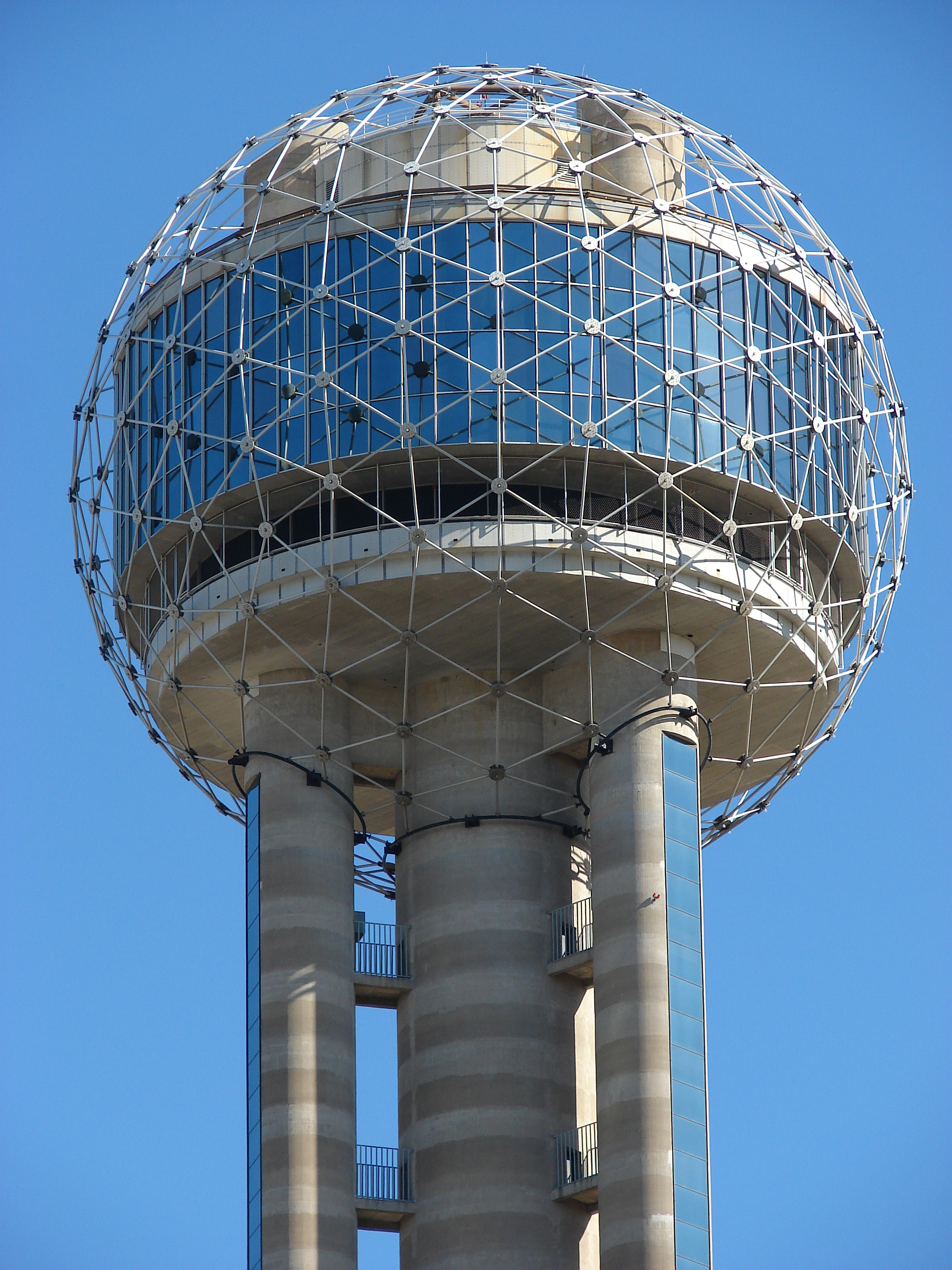
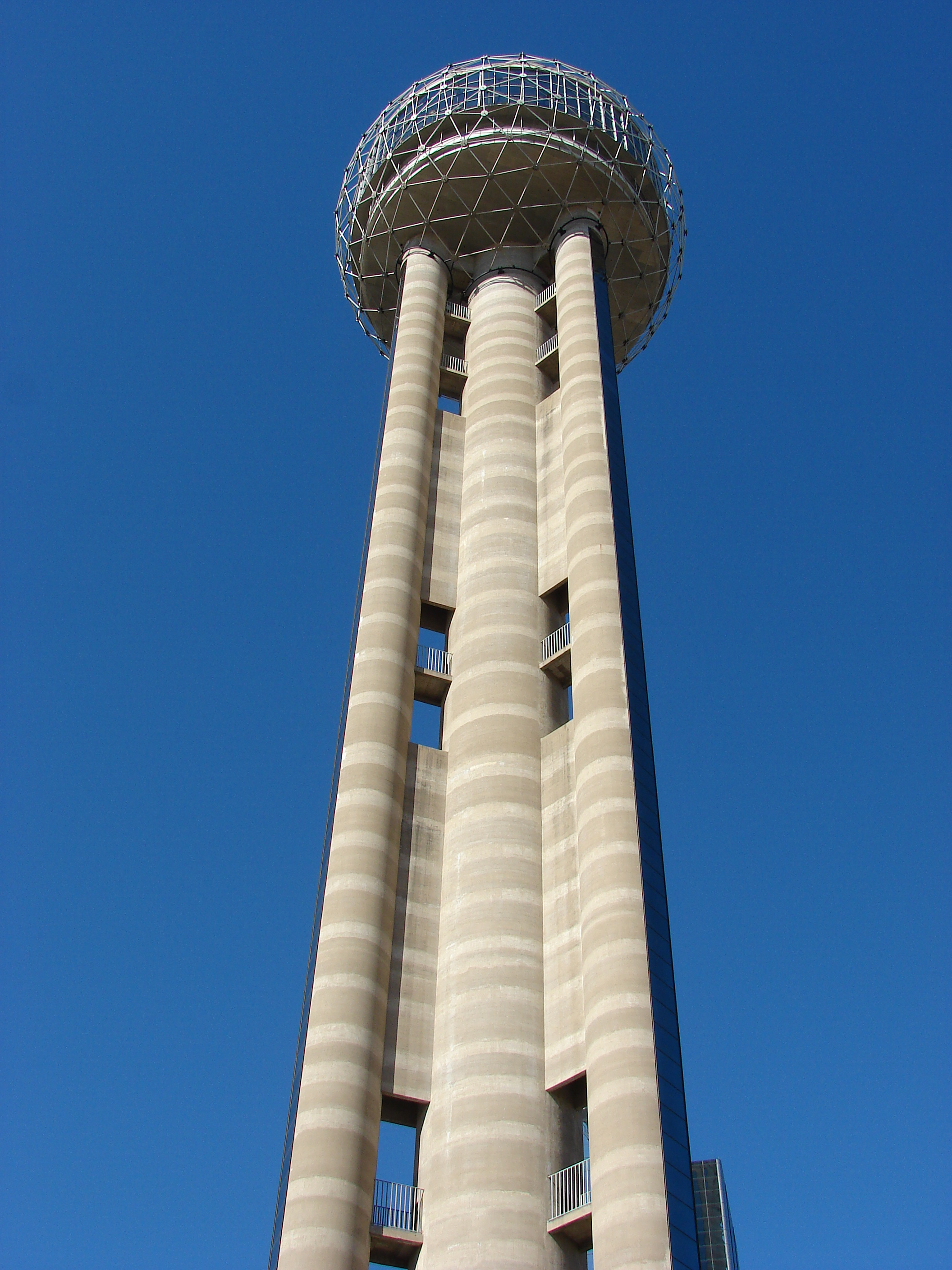
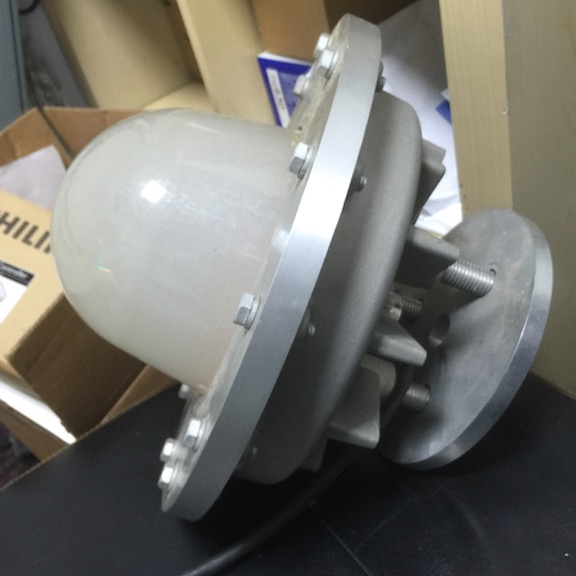
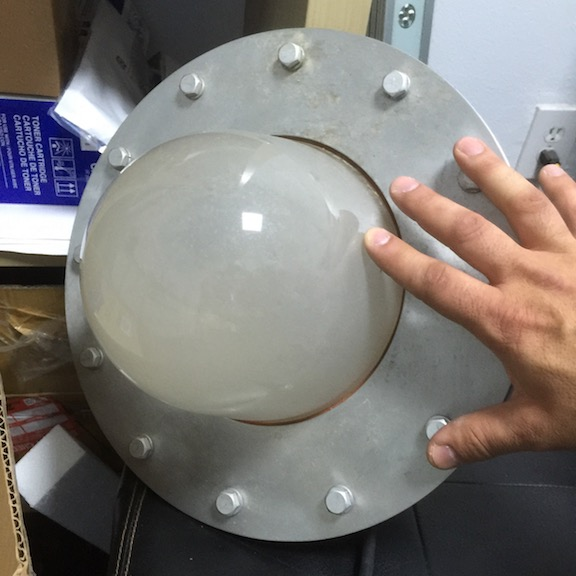